# Joanna Ochniak
Joanna Ochniak – polska działaczka kulinarna, przedsiębiorca, ekspert w dziedzinie marketingu gastronomicznego, propagatorka zdrowego żywienia wśród dzieci, filantropka, promotorka zawodu szefa kuchni, menedżer drużyn kucharskich startujących w międzynarodowych konkursach kulinarnych, autorka artykułów branżowych poświęconych wydarzeniom kulinarnym w Polsce i na świecie.

## Życiorys
Jest certyfikowanym, międzynarodowym jurorem konkursów kulinarnych w WorldChefs, ambasadorką Kulinarnego Pucharu Polski, fundatorką fundacji Gastronomia na Obcasach, członkinią Ogólnopolskiego Stowarzyszenia Szefów Kuchni i Cukierni. Byłą organizatorką konkursu im. Rafała Jelewskiego – Wielkopolski Kucharz Roku, jak również innych wydarzeń kulinarnych w Polsce i poza jej granicami. Jest członkinią kapituły nagrody "Hermesy" Poradnika Restauratora. Jest też przewodniczącą Komitetu Kobiet w Światowym Stowarzyszeniu Szefów Kuchni. Jest autorką "Kodeksu Etycznego Jurora Konkursów Kulinarnych".
Współdziałała w zakresie prowadzenia akcji humanitarnej World Chefs Tour Against Hunger w Republice Południowej Afryki.
W 2017 odsłoniła swoją tabliczkę w Alei Gwiazd Sztuki Kulinarnej w Ostrzeszowie. Nagrodę przyznano za zasługi na rzecz edukacji w gastronomii i rozwoju karier kucharzy.
Jest właścicielką przedsiębiorstwa szkoleniowo-doradczego w branży gastronomicznej "FPMS-Doradztwo Unijne".